# Blodbuss

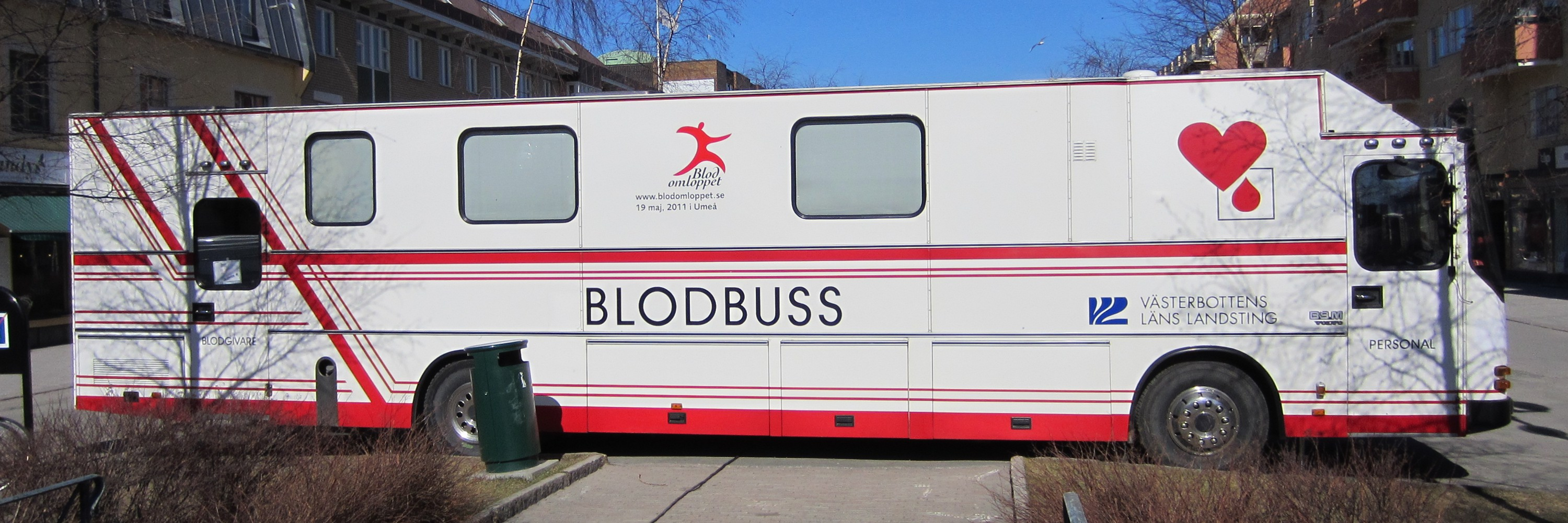
Blodbuss i Umeå, 2011.

Blodbussen har som uppgift att nå blodgivare genom att finnas tillgänglig på platser utanför blodcentralerna och sjukhusen i Sverige, till exempel på företag, skolor och evenemang. Där kan nya och återkommande blodgivare lämna blod.